# Palliduphantes minimus
Espèce
Synonymes
- Lepthyphantes minimus Deeleman-Reinhold, 1986

Palliduphantes minimus est une espèce d'araignées aranéomorphes de la famille des Linyphiidae.

## Distribution
Cette espèce est endémique de Chypre.

## Description
Le mâle holotype mesure 1,2 mm.
Le mâle décrit par Bosmans et al. en 2019 mesure 1,5 mm et la femelle 1,6 mm.

## Publication originale
- Deeleman-Reinhold, 1986 : Contribution à la connaissance des Lepthyphantes du groupe pallidus (Araneae, Linyphiidae) de Yougoslavie, Grèce et Chypre. Mémoires de Biospéologie, vol. 12, p. 37-50 (texte intégral).